# カザリリュウキュウガモ
カザリリュウキュウガモ (学名 Dendrocygna eytoni) は、カモ目カモ科に分類される鳥類の一種である。

## 形態
全長40-45センチメートル。重580-1400グラム。

## 分布
オーストラリア北部と東部では、普通に見られる。迷鳥として、タスマニア州・ニュージーランド・ニューギニア島・ソロモン諸島で記録がある。

## 亜種
単型種である。

## 生態
草原や平野に生息する。水の利用可能性による移動する。
主に植物（草・菅・種）を通常夜に食べる。
地面に植物の巣作り。産卵数は8-14個で抱卵日数は約28-30日である。